# Hemiops crassa
Hemiops crassa is een keversoort uit de familie kniptorren (Elateridae). De wetenschappelijke naam van de soort is voor het eerst geldig gepubliceerd in 1817 door Gyllenhal.